# شان جیمز
شان جیمز (به انگلیسی: Shawn James) ،(زادهٔ ۲۳ سپتامبر ۱۹۸۶)، خواننده، ترانه‌سرا و موسیقی دان آمریکایی است. او هم به صورت انفرادی و هم با گروه خود یعنی The ShapeShifters به فعالیت می‌پردازد.

## اوایل زندگی
جیمز در ۲۳ سپتامبر ۱۹۸۶ در خانواده‌ای مهاجر یونانی در شیکاگو متولد شد و در جنوب شیکاگو بزرگ شد. در کودکی به اجرا در گروه کر یک کلیسای پنطیکاستی محلی پرداخت. او همچنین در دبیرستان به تحصیل در دروس اپرا، ارکستر و آواز پرداخت.

## حرفه
جیمز کار خود را به عنوان مهندس صدا در استودیوهای موسیقی در نشویل، تنسی آغاز کرد.
در سال ۲۰۱۲، او به فیت ویل، آرکانزاس نقل مکان کرد تا حرفه خود را به عنوان یک موسیقیدان دنبال کند.
از آنجا شروع به نواختن در سالن‌های محلی و ضبط آهنگ‌های خود در استودیو اتاق خواب کرد.
در همان سال، اولین آلبوم استودیویی خود را به نام سایه‌ها منتشر کرد.
در سال ۲۰۱۳، او کار با گروه خود، The Shapeshifters آغاز کرد.
او از آن زمان تاکنون سه آلبوم انفرادی دیگر، یک آلبوم زنده و پنج آلبوم با The Shapeshifters منتشر کرده‌است.
او همچنین شرکت ضبط خود را با نام Shawn James Music تأسیس کرده‌است.
او در اکتبر ۲۰۱۵، کاوری از آهنگ «قلب آمریکایی»، اثری از A. A. Bondy، اجرا کرد که پس از انتشار در ردیت، وایرال شد و به شهرتی دست یافت.
در دسامبر ۲۰۱۶، جیمز با آهنگ "Through the Valley" - که در ۲۰۱۲ منتشر شده‌است- که توسط شخصیت الی در تریلر نمایشی بازی ویدئویی آخرین بازمانده از ما قسمت ۲ در سال ۲۰۲۰ بازخوانی شد، به بزرگترین موفقیت خود دست یافت.
این آهنگ در صدر چارت آهنگ‌های وایرال اسپاتیفای در بریتانیا قرار گرفت و در نهایت به بیش از ۶۰ میلیون استریم در پلتفرم‌های اسپاتیفای، اپل میوزیک و یوتوب دست یافت.
در ۵ ژوئن ۲۰۲۰، او نسخه ای دوباره ضبط شده از این آهنگ را در آستانه انتشار بازی، دو هفته بعد منتشر کرد.
یک روز قبل از انتشار بازی، آهنگ توسط موسیقیدان استرالیایی تش سلتانا بازخوانی شد و در کانال یوتوب پلی استیشن استرالیا همراه با موزیک ویدیویی با عنوان آخرین بازمانده از ما قسمت ۲ برای اولین بار منتشر شد.
نسخه اصلی آهنگ از جیمز را می‌توان به‌طور خلاصه در هنگام شروع بازی با هدفون الی شنید.

## زندگی شخصی
جیمز از سال ۲۰۰۳ با میشل، دوست دختر دوران نوجوانی خود، در سیاتل زندگی می‌کند.

## ترانه‌شناسی

### آلبوم‌های انفرادی
- Shadows (۲۰۱۲)
- Deliverance (۲۰۱۴)
- On the Shoulders of Giants (۲۰۱۶)
- The Dark & The Light (۲۰۱۹)
- The Guardian Collection (۲۰۲۰)
- A Place in the Unknown (۲۰۲۲)

### The Shapeshifters
- The Wolf (۲۰۱۳)
- The Bear (۲۰۱۳)
- The Hawk (۲۰۱۴)
- The Covers (۲۰۱۴)
- The Gospel According to Shawn James & The Shapeshifters (۲۰۱۵)